# Szarisza

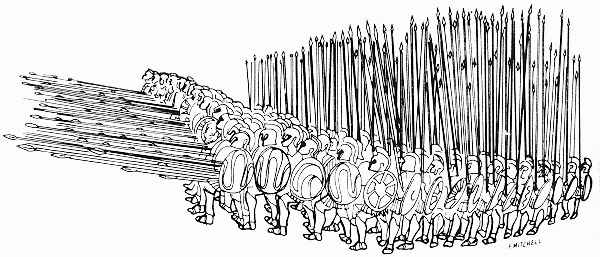
A makedón phalanx és a szarisza

A szarisza (vagy szarissza, ógörög σάρισα) az ókori makedón hadsereg nehézfegyverzetű phalanx-harcosainak fő fegyvere, egy legalább 4,3 méter, de akár 5,5 méter hosszú döfőlándzsa. Ezt a lándzsát az első egy méterénél tartották kézben, ezért a végén ellensúly volt az egyensúly biztosítására, emellett egy kis hegy, amivel stabilan a földbe lehetett szúrni.
A lándzsa nagy tömege – több mint 5 kg – miatt a harcban gyakran két kézzel tartották, ilyenkor a védelmet a bal kézre akasztott pajzs alkotta (pelt), ami kisebb és könnyebb volt a korábban alkalmazott aszpisznál. A könnyűfegyverzetű gyalogságot ezután nevezték peltasztésznek.
A szarisza bevezetése II. Philipposz alatt történt, a görög hoplita-phalanx elleni fegyverként fejlesztették ki, majd III. Alexandrosz perzsa háborúiban játszotta a fő szerepet, itt is Gaugamélánál. A szarisza a hellenisztikus időszakban az összes diadókhosz állam fő fegyverzete maradt.
A phalanx első sora elé négy-öt méterrel kilógó lándzsaerdő jelentősen megnehezítette az idegen seregek számára a makedón harcos megközelítését, mivel az ellenfelek sokkal rövidebb lándzsával, vagy éppen karddal támadtak. A makedón phalanx elleni közelharctámadás (roham) a legtöbbször az öngyilkossággal volt egyenlő, amit a szariszának köszönhettek.
A szariszát a görög-római háborúkig használták, az épeiroszi Pürrhosz még győzelmeket aratott vele (bár nehezen), de az utolsó nagy csatát Püdna mellett vívták ezzel a fegyverrel, amely már a rómaiak győzelmével végződött.